# Nationale 1 1969-1970
La Nationale 1 1969-1970 è stata la 48ª edizione del massimo campionato francese di pallacanestro maschile. La vittoria finale è stata ad appannaggio dell'Olympique Antibes.

## Risultati

### Stagione regolare
|     | Squadra           | G  | V  | N | P  | PF   | PS   | Diff. | Bonus | P.ti | Qualificazione            |
| --- | ----------------- | -- | -- | - | -- | ---- | ---- | ----- | ----- | ---- | ------------------------- |
| 1.  | Olympique Antibes | 22 | 19 | 0 | 3  | 1985 | 1643 | +342  | 11    | 71   |                           |
| 2.  | SCM Le Mans       | 22 | 17 | 2 | 3  | 2101 | 1837 | +264  | 10    | 68   |                           |
| 3.  | Vichy             | 22 | 16 | 0 | 6  | 1732 | 1581 | +151  | 8     | 62   |                           |
| 4.  | Denain            | 22 | 16 | 0 | 6  | 1851 | 1724 | +127  | 8     | 62   |                           |
| 5.  | ASVEL             | 22 | 13 | 0 | 9  | 1902 | 1689 | +56   | 8     | 56   |                           |
| 6.  | Bagnolet          | 22 | 11 | 0 | 11 | 1978 | 1986 | +48   | 4     | 48   |                           |
| 7.  | RCM Tolosa        | 22 | 9  | 1 | 12 | 1722 | 1739 | -17   | 5     | 46   |                           |
| 8.  | R.C. de France    | 22 | 9  | 0 | 13 | 1757 | 1894 | -137  | 3,5   | 43,5 |                           |
| 9.  | Roanne            | 22 | 7  | 1 | 14 | 1808 | 1870 | -62   | 5     | 42   |                           |
| 10. | ASPO Tours        | 22 | 7  | 0 | 15 | 1732 | 1905 | -173  | 2,5   | 38,5 |                           |
| 11. | ABC Nantes        | 22 | 6  | 0 | 16 | 1596 | 1883 | -287  | 1     | 35   | retrocesse in Nationale 2 |
| 12. | P.U.C.            | 22 | 0  | 0 | 22 | 1572 | 1985 | -413  | 0     | 22   | retrocesse in Nationale 2 |

| Nationale 1 1969-1970       |
| --------------------------- |
| Olympique Antibes 1º titolo |

## Formazione vincitrice
| N° | Naz.               | Ruolo | Sportivo           |  | Alt. |  |
| -- | ------------------ | ----- | ------------------ |  | ---- |  |
|    | Francia (bandiera) | AG    | Jacques Cachemire  |  | 197  |  |
|    | Francia (bandiera) | C     | Jean-Claude Bonato |  | 203  |  |